# D'slove Tour
D'slove Tour foi a segunda turnê japonesa do cantor sul-coreano Daesung, em apoio a seu segundo álbum japonês D'slove (2014). A turnê que recebeu mais de 170 mil pessoas, tornou-se na ocasião a de maior público de um artista coreano no país. Esta turnê também tornou Daesung, o primeiro solista coreano a reunir mais de cem mil pessoas em dois anos consecutivos no Japão.

## Antecedentes
No início de 2014, foi anunciado que Daesung embarcaria em sua segunda turnê no Japão com um total de doze concertos em sete cidades. Mais de duzentas mil pessoas requisitaram os ingressos, resultando em um concerto adicional na Nippon Budokan e duas datas adicionais na Osaka-jo Hall. A turnê iniciou-se oficialmente com duas apresentações na Yokohama Arena para um público de 34 mil pessoas. Após completar com êxito a mesma, reunindo 170 mil pessoas com quinze concertos em oito cidades, Daesung lançou quatro apresentações encore, que foram realizadas na Yoyogi National Gymnasium, onde a cantora Linda Yamamoto realizou uma aparição especial no segundo concerto e no Osaka-jo Hall.

## Repertório
1. "Sunny Hill"
2. "Powerful Boy"
3. "I Love You"
4. "Love"
5. "Rainy Rainy"
6. "Awake, Asleep"
7. "Old Diary"
8. "Mr. Children"
9. "Wings"
10. "Missing You Now"
11. "Try Smiling"
12. "The Flower Bud Of My Dream"
13. "Baby Don’t Cry"
14. "Joyful"
15. "Hello"

Bis
1. "Look at Me, Gwisoon"
2. "Fantastic Baby"
3. "Powerful Boy"
4. "Wings"
5. "Singer's Ballad"

- Durante o concerto realizado em 1 de fevereiro de 2015 em Tóquio, a cantora Linda Yamamoto realizou uma aparição surpresa e interpretou juntamente com Daesung sua canção "Donimo Tomaranai".[5]

## Datas da turnê
| Data                                    | Cidade                | País                  | Local                              | Público               |
| D'slove 2014 in Japan                   | D'slove 2014 in Japan | D'slove 2014 in Japan | D'slove 2014 in Japan              | D'slove 2014 in Japan |
| --------------------------------------- | --------------------- | --------------------- | ---------------------------------- | --------------------- |
| 11 de junho de 2014                     | Yokohama              | Japão                 | Yokohama Arena                     | 170,000               |
| 12 de junho de 2014                     | Yokohama              | Japão                 | Yokohama Arena                     | 170,000               |
| 19 de junho de 2014                     | Kobe                  | Japão                 | World Memorial Hall                | 170,000               |
| 21 de junho de 2014                     | Kobe                  | Japão                 | World Memorial Hall                | 170,000               |
| 22 de junho de 2014                     | Kobe                  | Japão                 | World Memorial Hall                | 170,000               |
| 24 de junho de 2014                     | Fukuoka               | Japão                 | Fukuoka Convention Center          | 170,000               |
| 26 de junho de 2014                     | Osaka                 | Japão                 | Osaka Castle Hall                  | 170,000               |
| 27 de junho de 2014                     | Osaka                 | Japão                 | Osaka Castle Hall                  | 170,000               |
| 28 de junho de 2014                     | Sendai                | Japão                 | Xebio Arena                        | 170,000               |
| 29 de junho de 2014                     | Sendai                | Japão                 | Xebio Arena                        | 170,000               |
| 5 de julho de 2014                      | Sapporo               | Japão                 | Hokkaido Prefectural Sports Center | 170,000               |
| 12 de julho de 2014                     | Nagoia                | Japão                 | Nippon Gaishi Hall                 | 170,000               |
| 13 de julho de 2014                     | Nagoia                | Japão                 | Nippon Gaishi Hall                 | 170,000               |
| 17 de julho de 2014                     | Tóquio                | Japão                 | Nippon Budokan                     | 170,000               |
| 18 de julho de 2014                     | Tóquio                | Japão                 | Nippon Budokan                     | 170,000               |
| 26 de julho de 2014                     | Osaka                 | Japão                 | Osaka-jo Hall                      | 170,000               |
| 27 de julho de 2014                     | Osaka                 | Japão                 | Osaka-jo Hall                      | 170,000               |
| Encore!! 3D Tour [D-Lite DLive D’slove] |                       |                       |                                    |                       |
| 31 de janeiro de 2015                   | Tóquio                | Japão                 | Yoyogi National Stadium            | 26,000                |
| 1 de fevereiro de 2015                  | Tóquio                | Japão                 | Yoyogi National Stadium            | 26,000                |
| 10 de fevereiro de 2015                 | Osaka                 | Japão                 | Osaka-jo Hall                      | —                     |
| 11 de fevereiro de 2015                 | Osaka                 | Japão                 | Osaka-jo Hall                      | —                     |
| Total                                   | Total                 | Total                 | Total                              | 196,000               |